# Fotografia (álbum)
Fotografia é o décimo álbum de estúdio da dupla sertaneja Chitãozinho & Xororó, lançado em 1985.

## Faixas
| N.º | Título                | Compositor(es)                           | Duração |  |
| 1.  | "Pago Dobrado"        | Itamaracá / Gilvanny G. Borges           | 2:47    |  |
| 2.  | "Fotografia"          | Xororó / Alcino Alves                    | 2:56    |  |
| 3.  | "Metade de Alguém"    | Marciano / Darci Rossi                   | 3:02    |  |
| 4.  | "Alma Ferida"         | Ronaldo Adriano / José Homero / Martinez | 3:31    |  |
| 5.  | "Pés Descalços"       | Chitãozinho / Joel Marques               | 3:26    |  |
| 6.  | "Ela Chora, Chora"    | Xororó / Darci Rossi / Alcino Alves      | 3:43    |  |
| 7.  | "Vem Provar de Mim"   | César Augusto / Martinha                 | 3:10    |  |
| 8.  | "Estrada"             | José Homero / Vicente Dias               | 4:10    |  |
| 9.  | "Canção de Amor"      | Chitãozinho / Chrisóstomo                | 3:08    |  |
| 10. | "Gosto Amargo"        | Peninha / Márcio Monteiro                | 2:52    |  |
| 11. | "Só Trocando Coração" | Xororó / José Russo                      | 2:35    |  |
| 12. | "Filho de Maria"      | Moacyr Franco                            | 3:20    |  |